# Kostel svatého Jakuba Staršího (Úpice)
Kostel svatého Jakuba Většího je římskokatolický farní kostel v Úpici. Je chráněn jako kulturní památka České republiky.

## Historie
Kostel je situován v severozápadní části náměstí. Původní dřevěný kostel je zmiňován ve 14. století. Při požáru celého městečka v roce 1625 lehl popelem stejně jako všechny domy na náměstí. Stavba dalšího kostela byla zahájena v roce 1627 a ukončena v roce 1629. Spolu s kostelem byla postavena také fara a v letech 1640–1644 na západní straně kostela oddělená zvonice. Všechny tyto budovy byly dřevěné. Během dalších sedmdesáti let potřeboval kostel opravu, která byla provedena po úmrtí faráře P. Martina Pelikána v roce 1692, z jehož pozůstalosti bylo kostelu přiznáno 1793 zlatých. Nový kamenný kostel byla postaven v letech 1698–1705 stavitelem Jiřím Schottem z Broumova. Vysvěcen byl 18. října 1705 královéhradeckým biskupem Tobiášem Beckerem. Vzhledem k tomu, že se v té době nemohlo na hřbitově kolem kostela pohřbívat, byl zřízen nedaleko náměstí nový hřbitov. Hlavní zásluhu na tom měl úpický farář P. Martin Benedikt Hůlek, jehož nákladem byla na novém hřbitově postavena kaple zasvěcená sv. Michaelovi Archandělovi. Její zasvěcení je patrně na památku farářova otce Michala Hůlka.

## Architektura
Jednolodní barokní stavba s trojboce zakončeným presbytářem, obdélníkovou sakristií na severní straně a s obdélníkovým přístavkem na straně jižní. Nad sakristií i přístavkem jsou v patře oratoře a v západním průčelí hranolová věž. Loď i presbytář jsou sklenuty valivou klenbou s výsečemi rámovanými plochými štukovanými žebry, ve vrcholem klenby jsou čtyřlistá štuková zrcadla. Kruchta v lodi je tříramenná, podklenutá a zaklenutá valivou klenbou s výsečemi, hudební kruchta je dvoupatrová.

## Interiér
Hlavní oltář z doby kolem roku 1730 je monumentální, sloupový, portálový, s obrazem sv. Jakuba od Petra Brandla a se sochami sv. Jana Apoštola, sv. Rozálie, sv. Anny a sv. Prokopa. Po stranách jsou chórové lavice z doby po roce 1700 a na severní straně nad nimi je socha sv. Anežky od firmy A. Vogel z Halu, kterou v roce 1925 daroval charitativní spolek Anežka. Na jižní straně je socha Panny Marie Bolestné. Boční oltář Čtrnácti svatých pomocníků na severní straně s obrazem od I. Russa z Trutnova pochází z roku 1780, ale později byl přizpůsoben hlavnímu oltáři. Sochy sv. Josefa a sv. Jana Nepomuckého pochází z roku 1931 a byly posvěceny zároveň s kostelem po jeho vymalování. Světitelem byl biskupský notář Mons. A. Svatoš. Malbu prováděl malíř Kudrnovský z Prahy. Další malování v roce 1946 byla svěřeno firmě Břetislava Kafky z Červeného Kostelce. Při tomto malování byly zachovány figurální malby, nově byl přidán znak Úpice a znak diecézního biskupa. Malby představují sv. čtyři Evangelisty s jejich atributy a Proměnění Páně na hoře Tábor. Oltář na jižní straně kostele je zasvěcen Panně Marii Lurdské a po stranách oltáře jsou sochy sv. Terezie z Lisieux a sv. Aloise, které byly dodány firmou Františka Stadníka z Olomouce dle italské školy v roce 1930. Proti bočním oltářům jsou umístěny sochy sv. Anny, jak vyučuje Pannu Marii jako dívenku a Pána Ježíše za zrušených oltářů sv. Anny a Božského Srdce Páně. V lodi jsou zavěšeny staré obrazy v kasulových rámech – sv. Václav a sv. Florián, na kterém je zobrazeno hořící úpické náměstí s kostelem, vzpomínka na požár z roku 1625, od malíře I. Russe z doby kolem roku 1755, původně oltářní. Další starobylou památkou je cínová křtitelnice z roku 1665 s raně barokní figurální výzdobou a barokní kazatelna z roku 1704 od A. Seidla z Trutnova. Cennou kampanologickou památkou je zvon Jakub s šestiramennou korunou z r. 1625 od významného zvonaře rudolfínské doby Martina Schrettera z Hostinného. Zvonu se nedotkla rekvizice světových válek, ale po 380 letech byl vážně ohrožen a bylo nutno přikročit k opravám. Ve shodě s požadavky památkové péče se o jeho záchranu postaral zvonař P. R. Manoušek ze Zbraslavi. Za hlavním vstupem kostela je velká tepaná mříž od uměleckého kováře Z. Vítka ze Rtyně v Podkrkonoší.

## Bohoslužby
Bohoslužby se konají šestkrát týdne, v neděli v 8.30, v pondělí a v úterý v 18.00, ve středu v 8.00, v pátek v 18.00 a v sobotu v 8.00.

## Fotogalerie

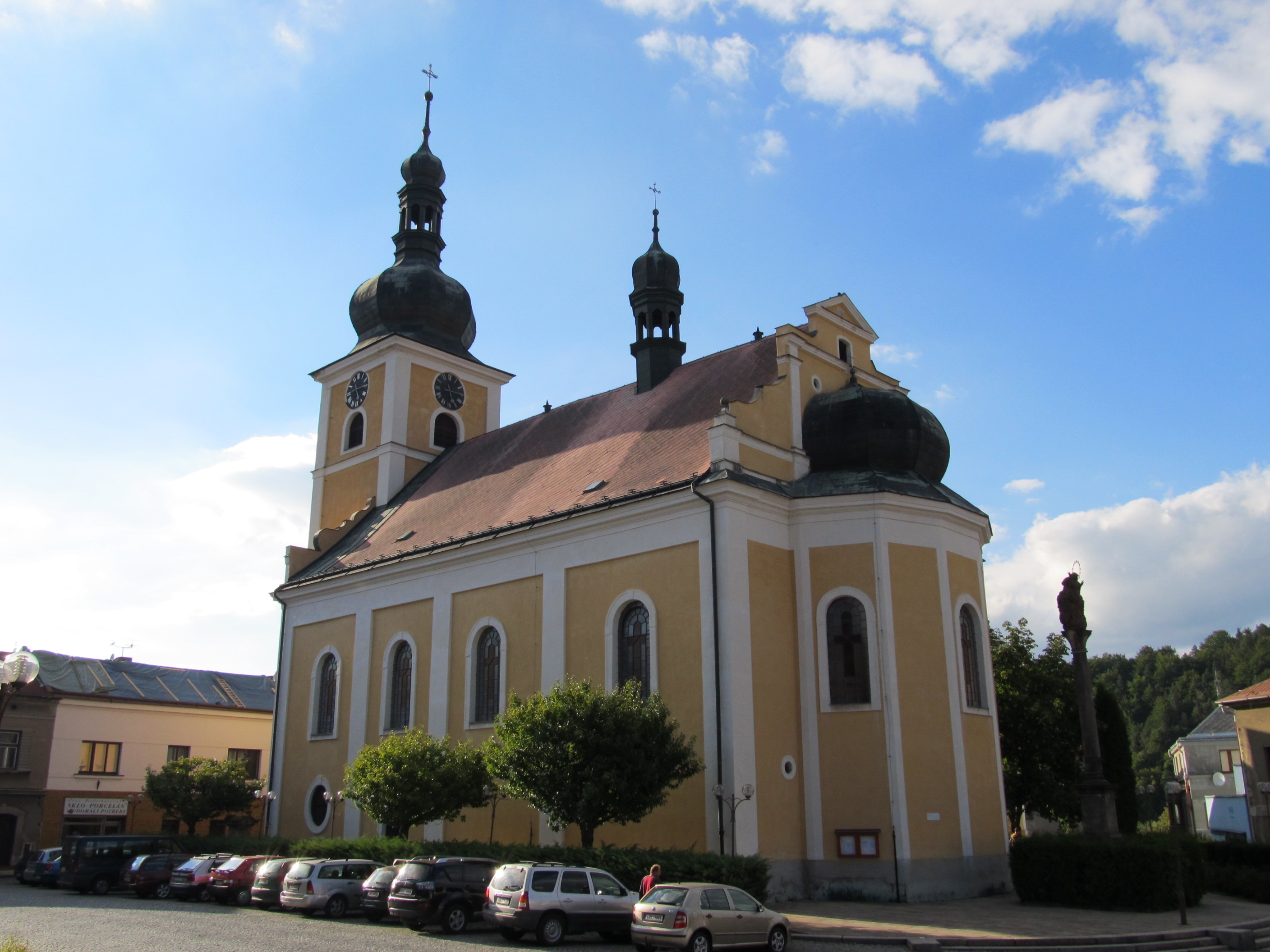
Zevnějšek
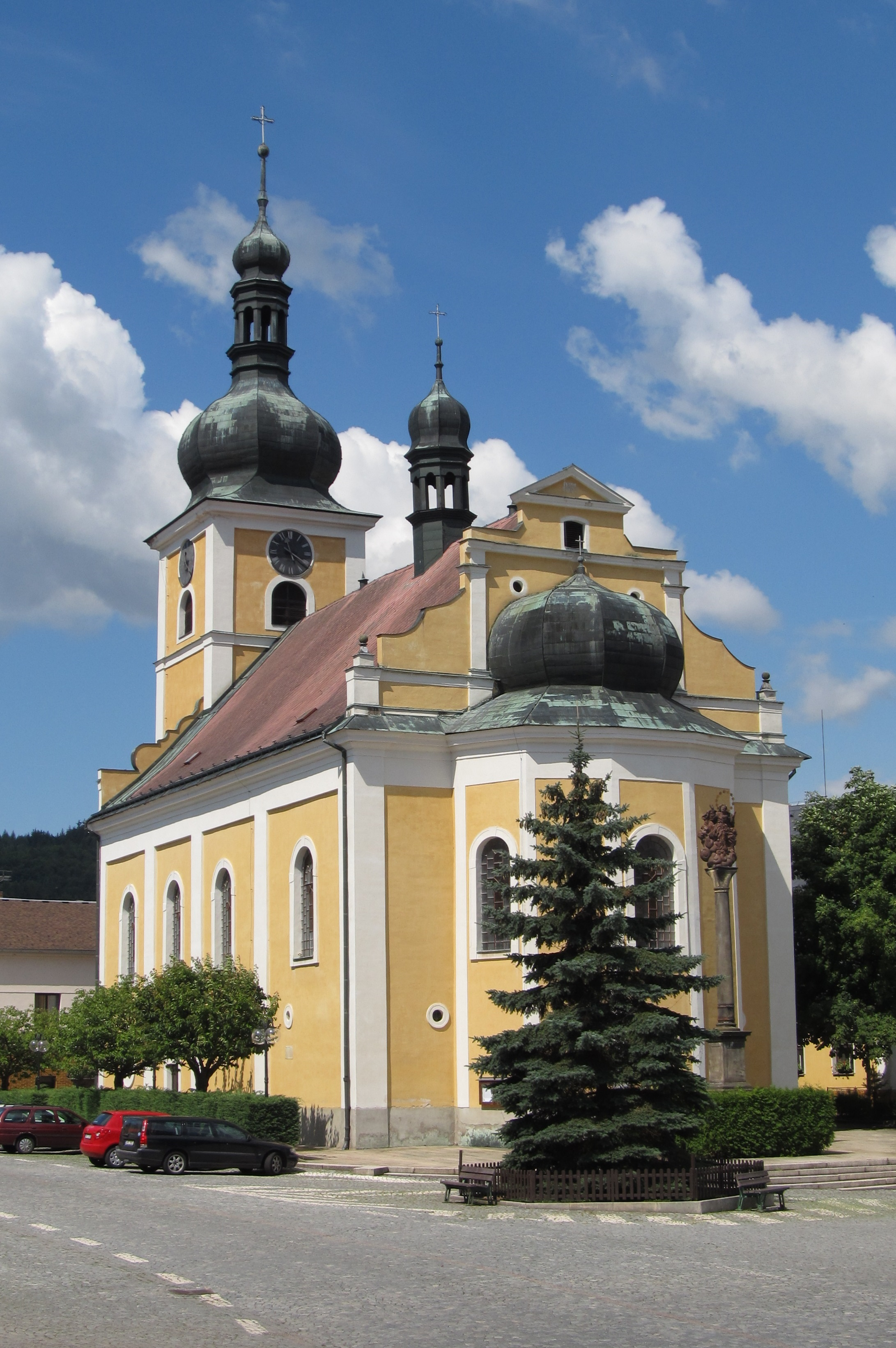
Zevnějšek
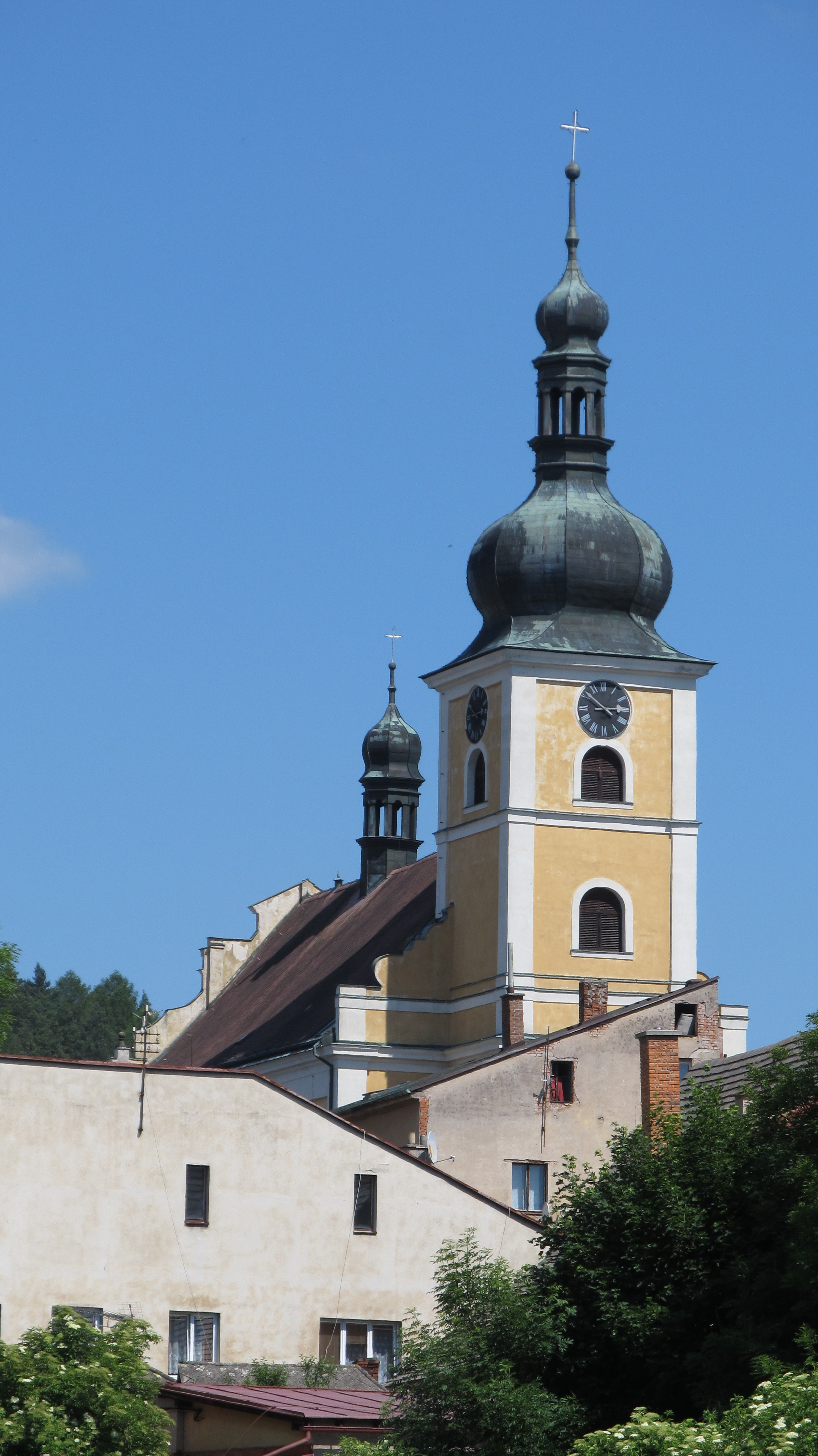
Věž
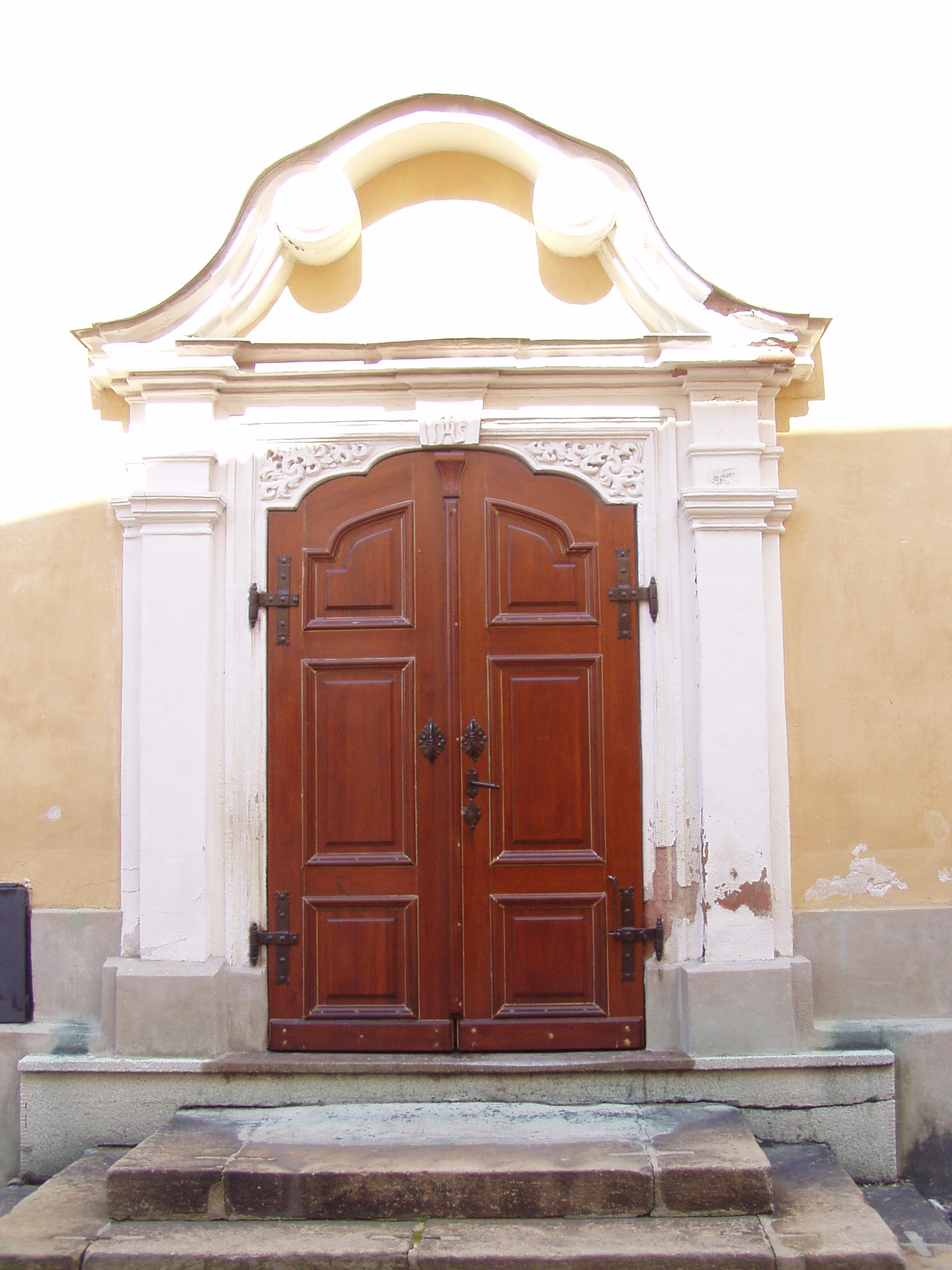
Portál
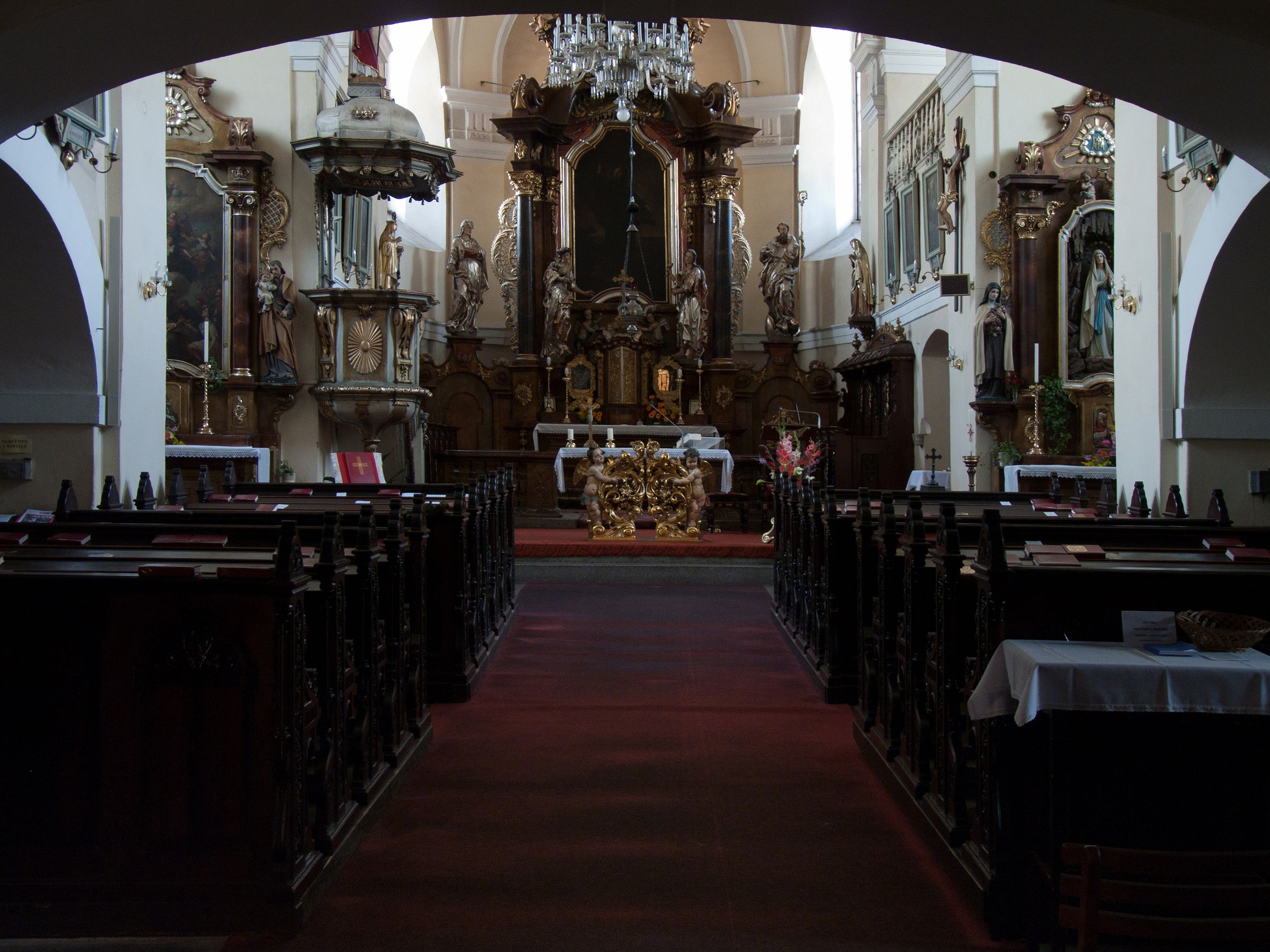
Interiér